# Ферровиариу ди Мапуту
«Ферровариу ди Мапуту» — мозамбикский футбольный клуб из города Мапуто. Основан в 1924 году. Выступает на стадионе Эстадио де Мачава, вмещающем 45 000 зрителей.

## История
Клуб был основан в 1924 году как «Клубе Ферровиарио де Лоренсу Маркиш» и после провозглашения независимости Мозамбика в 1976 году получил свое нынешнее название.
В 1922—1961 годах клуб участвовал в чемпионате города Лоренсу Маркиш, в 1931—1958 годах выиграл 14 титулов и был самой успешной командой города.
В 1956 году, когда был впервые проведен национальный чемпионат в бывшей португальской колонии, «Ферровиариу» выиграл свой первый титул. До обретения независимости Мозамбиком в 1975 году клуб выиграл ещё семь чемпионатов. После обретения независимости страной и до 1982 года клуб не побеждал в национальном чемпионате. По состоянию на 2009 год «Ферровиарио» выиграл ещё девять титулов чемпиона страны и вместе с клубом «Кошта да Сул» относится к грандам современного футбола Мозамбика.
На международной арене клуб впервые заставил говорить о себе в 1992 году, когда столичный клуб пробился в полуфинал Кубка КАФ и только там в серии послематчевых пенальти потерпел поражение от представителя Уганды «Накирубу Вилла СК Кампале». В 1997 году «Ферровиариу» стал тогда первым клубом из Мозамбика, который смог квалифицироваться в групповой этап африканской Лиги чемпионов.

## Достижения
- Чемпионат города Лоуренсу-Маркиш:
  - Чемпион (14): 1931, 1932, 1934, 1935, 1936, 1939, 1942, 1947, 1949, 1950, 1951, 1954, 1955, 1958

- Мокамбола:
  - Чемпион (18): 1956, 1961, 1963, 1966, 1967, 1968, 1970, 1972, 1982, 1989, 1996, 1997, 1999, 2002, 2005, 2008, 2009, 2015
  - Серебряный призёр (6): 1991, 1992, 1995, 1999/00, 2000/01, 2006
  - Бронзовый призёр (2): 2004, 2010

- Кубок Мозамбика:
  - Обладатель (6): 1982, 1989, 1996, 2004, 2009, 2011;
  - Финалист (4): 1982, 1994, 1998, 2003.

- Maputo Honour Cup: 2
  - Обладатель (6): 1997, 2005, 2006, 2009, 2010, 2012;
  - Финалист (2): 2000, 2003.

## Международные соревнования
| Сезон | Турнир                      | Раунд           | Клуб                  | Дома  | На выезде | Итог           |
| ----- | --------------------------- | --------------- | --------------------- | ----- | --------- | -------------- |
| 1983  | Кубок африканских чемпионов | 1               | Матлама               | 3-1   | 2-1       | 5-2            |
| 1983  | Кубок африканских чемпионов | 2               | Вилла                 | 1-2   | 0-3       | 1-5            |
| 1990  | Кубок африканских чемпионов | 1               | Арсенал (Масеру)      | 1-0   | 0-2       | 1-2            |
| 1992  | Кубок КАФ                   | 1               | Линаре                | 2-2   | 0-1       | 2-3            |
| 1993  | Кубок КАФ                   | 1               | Симба (Дар-эс-Салам)  | 1-1   | 0-0       | 1-1 (в.г.)     |
| 1994  | Кубок КАФ                   | 1               | Габороне Юнайтед      | 2-0   | 0-1       | 2-1            |
| 1994  | Кубок КАФ                   | 2               | Сэн-Денис             | 2-2   | 0-1       | 2-3            |
| 1995  | Кубок КАФ                   | 1               | Присонс XI            | т.п.1 | т.п.1     | т.п.1          |
| 1995  | Кубок КАФ                   | 2               | Замсуре               | 1-0   | 1-1       | 2-1            |
| 1995  | Кубок КАФ                   | 1/4 финала      | Этуаль дю Сахель      | 0-3   | 0-3       | 0-6            |
| 1996  | Кубок КАФ                   | 1               | Мебрат Хеил           | 2-0   | 0-0       | 2-0            |
| 1996  | Кубок КАФ                   | 2               | Оран                  | 2-0   | 1-4       | 3-4            |
| 1997  | Лига чемпионов КАФ          | 1               | ФК БФВ                | 4-0   | 1-0       | 5-0            |
| 1997  | Лига чемпионов КАФ          | 2               | Униспорт де Бафанг    | 4-1   | 0-1       | 4-2            |
| 1997  | Лига чемпионов КАФ          | Групповой этап  | Замалек               | 2-0   | 1-2       | 4-е место      |
| 1997  | Лига чемпионов КАФ          | Групповой этап  | Голдфилдс             | 2-1   | 0-4       | 4-е место      |
| 1997  | Лига чемпионов КАФ          | Групповой этап  | Клуб Африкэн          | 0-0   | 0-1       | 4-е место      |
| 1998  | Лига чемпионов КАФ          | 1               | Саншайн Флак Юнайтед  | 0-0   | 4-0       | 4-0            |
| 1998  | Лига чемпионов КАФ          | 2               | Дайнамоз (Хараре)     | 0-1   | 1-1       | 1-2            |
| 2000  | Лига чемпионов КАФ          | Предварительный | ФК Присонс            | 1-0   | 2-3       | 3-3 (в.г.)     |
| 2000  | Лига чемпионов КАФ          | 1               | Аль-Хиляль (Омдурман) | 1-1   | 1-1       | 2-2 (5-3 пен.) |
| 2000  | Лига чемпионов КАФ          | 2               | Африка Спорт          | 1-2   | 0-5       | 1-7            |
| 2001  | Кубок КАФ                   | 1               | Жирама Антсирабе      | 3-2   | 3-0       | 6-2            |
| 2001  | Кубок КАФ                   | 2               | Грин Мамба            | 2-0   | 2-0       | 4-0            |
| 2001  | Кубок КАФ                   | 1/4 финала      | Котон Спорт           | 2-2   | 0-1       | 2-3            |
| 2002  | Кубок КАФ                   | 1               | Мтибва Шугар          | 1-1   | 0-0       | 1-1 (в.г.)     |
| 2003  | Лига чемпионов КАФ          | 1               | АС Порт-Лбюис 2000    | 2-0   | 0-2       | 2-2 (4-5 пен.) |
| 2005  | Кубок Конфедерации КАФ      | Предварительный | Хванге                | т.п.2 | т.п.2     | т.п.2          |
| 2005  | Кубок Конфедерации КАФ      | 1               | Исмаили               | 0-1   | 0-2       | 0-3            |
| 2006  | Лига чемпионов КАФ          | Предварительный | Ла Пасс               | 2-0   | 0-0       | 2-0            |
| 2006  | Лига чемпионов КАФ          | 1               | Асанте Котоко         | 0-0   | 1-2       | 1-2            |
| 2009  | Лига чемпионов КАФ          | Предварительный | КСК                   | 2-1   | 0-2       | 2-3            |
| 2012  | Кубок Конфедерации КАФ      | Предварительный | Гор Махиа             | 3-0   | 1-0       | 4-0            |
| 2012  | Кубок Конфедерации КАФ      | 1               | Аль-Ахли (Шенди)      | 0-1   | 0-2       | 0-3            |
| 2016  | Лига чемпионов КАФ          | Предварительный | Сентр Чифс            | т.п.3 | т.п.3     | т.п.3          |
| 2016  | Лига чемпионов КАФ          | 1               | Вита (Киншаса)        | 1-1   | 0-1       | 1-2            |

1- Присонс XI покинул турнир.

2- ФК «Хванге» не участвовал в турнире в связи с проблемами клуба с Федерацией Зимбабве.

3- Сентр Чифс покинул турнир.
- Лига чемпионов КАФ: 6

1997 — Групповой этап
1998 — Второй раунд
2000 — Второй раунд
2003 — Первый раунд
2006 — Первый раунд
2009 — Preliminary Round
- Клубный кубок африки: 2

1983: Второй раунд
1990: Первый раунд
- Кубок Конфедерации КАФ: 2

2004 — Preliminary Round
2005 — Первый раунд
- Кубок Конфедерации КАФ: 1

1994 — Первый раунд
- Кубок КАФ::7

1992 — Полуфинал
1993 — Первый раунд
1994 — Второй раунд
1995 — Четвертьфинал
1996 — Второй раунд
2001 — Четвертьфинал
2002 — Первый раунд